# Боровичи (Дубровенская волость)
Боровичи — деревня в северной части Порховского района Псковской области. Является административным центром сельского поселения «Дубровенская волость».

## География
Расположена на берегах реки Удоха, в 28 км к северу от города Порхов, на автодороге Р63 Лудони — Павы — Боровичи — Порхов.

## Население
| 2001 | 2002 | 2010 |
| ---- | ---- | ---- |
| 281  | ↘269 | ↘240 |

## История
В 1924—1927 годах Боровичи были центром Боровичской волости Порховского уезда Псковской губернии РСФСР, затем центром Боровичского сельсовета в составе Порховского района Псковского округа Ленинградской области, а с 23 августа 1944 года — в составе новообразованной Псковской области.
До 3 июня 2010 года деревня была административным центром ныне упразднённой Демянской волости района.